# نوزدهمین دوره جشنواره بین‌المللی فیلم فجر
نوزدهمین دورهٔ جشنوارهٔ فیلم فجر در بهمن ۱۳۷۹ در تهران و با برگزاری بزرگداشت‌های رخشان بنی‌اعتماد، داریوش ارجمند و حسن حسن‌دوست برگزار شد.

## برگزیدگان
- فیلم برگزیدهٔ تماشاگران: سگ‌کشی (بهرام بیضایی)

## تقدیر
- بهترین فیلمنامه: کامبوزیا پرتوی (قطعهٔ ناتمام)

### دیپلم افتخار
- بهترین کارگردانی: همایون اسعدیان (آخر بازی) / مازیار میری (قطعهٔ ناتمام)
- نقش اول مرد: پرویز پورحسینی (مریم مقدس)
- نقش اول زن: مژده شمسایی (سگ‌کشی)
- بهترین فیلمبرداری: حمید خضوعی ابیانه (زیر نور ماه)
- نقش دوم مرد: محمود نظرعلیان (زیر نور ماه)

### سیمرغ بلورین
| سیمرغ بلورین بهترین فیلم | سیمرغ بلورین بهترین کارگردانی |
| --- | --- |
| - باران – مجید مجیدی و فؤاد نحاس - سگ‌کشی – بهرام بیضایی - سام و نرگس - ایرج قادری - بهشت از آن تو – علی واجدسمیعی - آخر بازی – نمادین - زیر نور ماه - رضا میرکریمی                                                                                            | - مجید مجیدی – باران - بهرام بیضایی – سگ‌کشی - رضا میرکریمی – زیر نور ماه - علیرضا داوودنژاد – بهشت از آن تو - همایون اسعدیان - آخر بازی |
| سیمرغ بلورین بهترین بازیگر نقش اول مرد | سیمرغ بلورین بهترین بازیگر نقش اول زن |
| - حسین عابدینی – باران در نقش لطیف - علی مصفا – پارتی در نقش امین حقی - مجید مظفری – سگ‌کشی در نقش ناصر معاصر - فرامرز صدیقی – مارال در نقش حاج‌ابراهیم - حامد بهداد – آخر بازی در نقش پویا صادقی - پرویز پورحسینی – مریم مقدس در نقش زکریای نبی (دیپلم افتخار) | - ثریا قاسمی – مارال در نقش رضوان - مژده شمسایی – سگ‌کشی در نقش گلرخ کمالی (دیپلم افتخار) - زهرا بهرامی – باران در نقش باران - نوشین حسین‌خانی - سام و نرگس - فریبا کامران – از کنار هم می‌گذریم در نقش ژاله - پوپک گلدره – آخر بازی در نقش نغمه |
| بهترین بازیگر نقش دوم مرد | بهترین بازیگر نقش دوم زن |
| - داریوش ارجمند – سگ‌کشی در نقش حاجی نقدی - فرامرز صدیقی – هزاران زن مثل من در نقش کیانی - رضا ناجی – باران در نقش معمار - قربان نجفی – آخر بازی در نقش هوشنگ - محمود نظرعلیان – زیر نور ماه در نقش رستم                                                       | - ماهایا پطروسیان – هفت پرده در نقش مسافر تاکسی - میترا حجار – سگ‌کشی در نقش فرشته اقتداری - رابعه اسکویی – سگ‌کشی در نقش مجدی خانم |
| سیمرغ بلورین بهترین فیلمنامه | سیمرغ بلورین بهترین موسیقی متن |
| - سگ‌کشی – بهرام بیضایی - باران – مجید مجیدی | - باران – احمد پژمان - زیر نور ماه – محمدرضا علیقلی - بهشت از آن تو – بهمن سپهری شکیب - از کنار هم می‌گذریم – پیمان یزدانیان - آخر بازی – فرهاد اسعدیان                                                                                        |
| بهترین صداگذاری | بهترین صدابرداری |
| - باران – محمدرضا دلپاک - آخر بازی – سیدمحمود موسوی نژاد - بهشت از آن تو – فردین صاحب‌الزمانی - پارتی – اسحاق خانزادی - هفت پرده – مسعود بهنام | - باران – یدالله نجفی - نیمه پنهان – پرویز آبنار - آخر بازی – حسن زاهدی - پارتی – اسحاق خانزادی - سگ‌کشی – جهانگیر میرشکاری |
| بهترین طراحی صحنه و لباس | سیمرغ بلورین بهترین فیلم‌برداری |
| - سگ‌کشی – ایرج رامین‌فر - مریم مقدس – عبدالحمید قدیریان - مسافر ری – امیر اثباتی و محسن شاه‌ابراهیمی - باران – بهزاد کزازی - آخر بازی – نگار استخر | - سگ‌کشی – اصغر رفیعی جم - مریم مقدس – حسن پویا - ترکش‌های صلح – رسول احدی - باران – محمد داوودی - آخر بازی – بهرام بدخشانی |
| بهترین چهره‌پردازی | بهترین |
| - مسافر ری – عبدالله اسکندری - باران – سیدمحسن موسوی - زیر نور ماه – سعید ملکان - سگ‌کشی – فرهنگ معیری - مریم مقدس – جلال معیریان | |
| سیمرغ بلورین بهترین تدوین | سیمرغ بلورین بهترین جلوه‌های ویژه |
| - پارتی – محمدرضا مویینی - باران – حسن حسن‌دوست - آخر بازی – بهرام دهقان | - به کسی اعطا نشد |
| جایزه ویژه هیئت داوران | بهترین فیلم کوتاه |
| - زیر نور ماه – رضا میرکریمی | |

بخش بین‌الملل (جشنوارهٔ جهانی):
- سیمرغ بلورین بهترین بازیگر زن: مژده شمسایی برای بازی در فیلم سگ‌کشی

## بزرگداشت‌ها
- رخشان بنی‌اعتماد، فیلمنامه‌نویس، کارگردان، تهیه‌کننده و مستندساز ایرانی
- داریوش ارجمند، بازیگر ایرانی
- حسن حسن‌دوست، تدوین‌گر ایرانی